# EXFO
 (mars 2021).
EXFO est une entreprise de télécommunications qui développe des solutions de test, de monitoring et d'analyse pour les opérateurs de réseaux fixes et mobiles, les entreprises de services web et les équipementiers. Son siège-social est à Québec, au Canada et compte plus de 1 700 employés dans 25 pays.

## Histoire
EXFO a été fondée en 1985 par Germain Lamonde et Robert Tremblay sous le nom d’EXFO Génie Électro-Optique alors que Lamonde venait de terminer sa maîtrise en optique à l'Université Laval,. Les tout premiers produits commercialisés étaient des wattmètres portatifs et des appareils de test des sources optiques, puis des instruments portatifs servant à mesurer l’intégrité de la fibre optique.
En 2000, EXFO devient une entreprise cotée en bourse au NASDAQ et à la TSX. En 2001, elle acquiert Avantas Networks Corporation pour environ 65 millions $US. Cette acquisition permet à EXFO de servir le secteur des tests sur la couche des protocoles de fibre optique, augmentant la taille de son marché.    
Entre 2006 et 2009, EXFO acquiert Consultronics Ltée, une entreprise de tests de réseaux cuivrés dont l’offre complémente les produits existants d’EXFO pour la fibre optique,. Elle fait aussi l’acquisition de l’entreprise suédoise PicoSolve qui fabrique des oscilloscopes à échantillonnage optique à ultra-haute vitesse pour les réseaux 40G et 100G. C’est aussi alors qu’elle ouvre une usine de fabrication à Shenzhen en Chine, la première hors du Canada.
Entre 2010 et 2016, EXFO croît rapidement par acquisition en s’adjoignant NetHawk en 2010 ByteSphere et Aito Technologies en 2014. Ces acquisitions permettent à EXFO d’ajouter à ses produits physiques une gamme de solutions logicielles complémentaires. En 2016, EXFO acquiert Absolute Analysis, un fabricant d’équipements de tests pour les réseaux RF,.  
En 2017, Philippe Morin est désigné PDG d’EXFO, remplaçant Germain Lamonde qui devient président exécutif du conseil d’administration,. La même année, elle fait l’acquisition de Yenista Optics, un fabricant d’équipements optiques de laboratoire situé à Lannion en France,,, et d’Ontology Systems,.
En 2018, EXFO conclut sa première offre publique d’achat pour la société française Astellia, un expert dans la virtualisation des réseaux très présent au Moyen-Orient, en Afrique et en Europe qui siège à Rennes et qui possède des bureaux à Valence en Espagne. Dans une entrevue, Philippe Morin soulève le caractère stratégique de cette acquisition : « On vient surtout de renforcer notre présence dans le sans-fil en vue de l’arrivée prochaine du 5G »,.
En 2019, EXFO se joint à l’alliance O-RAN, un groupe d’opérateurs de réseaux comme AT&T, China Mobile et Deutsche Telekom dont l’objectif est de créer des normes en matière de réseaux d’accès RF intelligents pour faciliter le déploiement des réseaux 5G.  
EXFO acquiert InOpticals en 2021, un fabricant d’instruments de tests de laboratoires pour le 400G et le 800G basé à Taiwan.  
En septembre 2021, Germain Lamonde privatise l'entreprise, la retirant des bourses TSX et NASDAQ.

## Produits et solutions

### Solutions optiques
- Réflectomètres optiques haute précision[28]
- Analyseurs de spectre optique[29]
- Sources lumineuses[30]
- Analyseurs de dispersion chromatique[31]
- Sondes d'inspection de fibre optique[32]

### Équipements de test réseau
- Analyseurs de performance 5G[33]
- Systèmes de monitoring de réseaux[34]
- Instruments portables pour le terrain[35]
- Équipements de tests en laboratoire[36]

### Technologies avancées
- Logiciels d'analyse de performance réseau[37]
- Systèmes de test automatisés[38]
- Solutions cloud pour gestion de données[39]

## Catégories de clients
EXFO fournit des solutions aux catégories de clients suivants:
- Fournisseurs de services de télécommunications
- Câblodiffuseurs
- Fabricants d'équipements de réseau
- Entreprises hyperscaler et opérateurs de centres de données
- Intégrateurs de systèmes
- Entrepreneurs
- Gouvernements et établissements universitaires et de recherche